# Casal de Rohan
El Casal de Rohan és el nom d'una família noble que va estar relacionada amb els reis de França i amb el ducat de Bretanya. Els Rohan, juntament amb el casal de Clisson i el casal de Laval, van ser una de les famílies més poderoses de Bretanya.

## Una gran família bretona

### Generalitats
Tant al període en què Bretanya va ser un reialme (810-913) com en el temps en què va ser un ducat, hi van haver membres de la família relacionat amb el govern d'aquelles terres.
El cap d'aquesta casa va ser nomenat duc de Rohan el 1603, però en tenir només una filla, Margarida, el títol va passar al seu gendre, Enric de Chabot. Per tant, des de 1645 el casal de Chabot va passar a dir-se Rohan-Chabot, tot i l'oposició dels Rohan subsistents.
Els primogènits d'aquesta família, els Rohan-Chabot, ja tenien el títol de ducs de Montbazon (des de 1594) i eren a més prínceps de Guémené; tot plegat els va convertir en pars de França. Mentre que els fills petits tenien el títol de prínceps de Soubise.
D'aquesta manera el nom de Rohan va formar part del nom de diverses famílies de nobles.
Tots els membres de les dues branques subsistents en l'actualitat, els Rohan-Rochefort i els Rohan-Chabot, són descendents del matrimoni entre Joan I de Rohan (1324-1396) i Joana d'Évreux (1339-1409), essent aquesta dona descendent del rei Felip III de França.
```
 
Famille de Rohan

│ │
│ └──> 
 branche de Rohan (†)
│ │
│ ├──> 
 branche de Rohan-
Guéméné
 (†)
│ │ │ │ │
│ │ │ │ └──> 
 
branche de Rohan-
Rochefort

│ │ │ │
│ │ │ └──> 
 branche de Rohan-
Soubise
 (†)
│ │ │
│ │ └──> 
 branche de Rohan-
Gié
 (†)
│ │ │
│ │ └──> 
 
branche de 
Rohan-Chabot

│ │
│ └──> 
 branche de Rohan-
Gué-de-l'Isle
 (†)
│ │
│ └──> 
 branche de Rohan-
Polduc
 (†)
│
└──> 
 branche de Rohan-
Montauban
 (†)
```

Al segle xviii quatre cardenals Rohan es van succeir al tron arxiepiscopal d'Estrasburg: Armand Gastó de Rohan-Soubise (probablement un fill natural de Lluís XIV, 1674-1749) gran capellà del rei, Francesc Armand de Rohan-Soubise (1717-1756), Lluís-Constantí de Rohan-Guéméné (1697-1779) i Lluís-René de Rohan-Guéméné (1734-1803) gran capellà del rei i director de la Sorbona. I dos altres eclesiàstics Rohan es van distingir igualment en aquesta època: Armand Juli de Rohan-Guéméné (1695-1762) arquebisbe-duc de Reims que consagrarà a Lluís XV, i Ferran Maximilià Mériadec (1738-1813) arquebisbe de Bordeus, qui serà al començament del segle xix primer capellà de l'emperadriu Josefina.
En vigílies de la Revolució Francesa, Enric Lluís Maria de Rohan-Guéméné duc de Montbazon, cap d'aquesta branca, va ser el responsable d'una colossal fallida que va arruïnar molta gent el 1782 però que va ser eixugada, en part pel cardenal d'Estrasburg Lluís Renat Eduard de Rohan que serà el 1785 víctima de l'estafa de l'assumpte del collaret de la reina. Hi va participar sens dubte, més per obtenir els favors del rei, que els de Maria Antonieta. Certs membres de la família Rohan-Guéméné ducs de Montbazon van emigrar a Àustria al castell de Sychrov, on van ser naturalitzats. A la seva extinció, el 1846, la branca jove dels prínceps del Rochefort, heretà els béns a Bohèmia dels quals foren privats el 1945 a causa dels decrets Beneš, i, sempre austríaca, ha heretat títols d'Altesa Sereníssima, príncep de Rohan, de Guéméné, de Rochefort i del Sacre Imperi (a Àustria fins al 1919), duc de Rohan-Rohan, duc de Montbazon amb la pairia de França que hi va annexa, i de duc de Bouillon.
Emmanuel De Rohan-Polduc, darrer de la branca dels Rohan-Polduc, va ser el penúltim cap de l'Orde de Malta de 1775 a 1797 dins l'illa de Malta.
La família compta amb tres grans capellans de França, vuit cavallers de l'Orde del Sant Esprit, dos mariscals de França i tres acadèmics.
Els Rohan francesos dels segles XX i XXI són doncs en realitat dels Chabot havent pres per privilegi de Lluís XIV el nom de Rohan per esdevenir Rohan-Chabot.

### Els Rohan abans de Rohan
Els Rohan descendeixen dels vescomtes de Porhoët i, segons el genealogista Dom Morice, del mític Conan Meriadec. El primer Rohan conegut es deia Guéthénoc i va fundar el castell de Josselin.
Guéthénoc de Porhoët fou el pare de Josselin I de Porhoët, que va participar en la conquesta d'Anglaterra amb Guillem I d'Anglaterra el Conqueridor i va estar a la batalla de Hastings. Rebé terres al Bedfordshire, el Buckinghamshire i el Gloucestershire i la ciutat de Caerwent. Morí el 1074.
El seu fill Eudó I de Porhoët el va succeir i es casà amb Emma de Léon, filla del vescomte de Léon. Morí després del 1092. Eudó va tenir tres fills: Josselí II, Jofre i Alan I de Rohan. El 1104, Alan I va construir el castell de Rohan, i fou el fundador de la família de Rohan. Eudó II de Porhoët el fill de Jofre, va ser duc de Bretanya «per interinitat» entre 1148 i 1156 com a tutor del seu gendre Conan IV de Bretanya.

### Els Rohan prínceps estrangers
La família de Rohan, a partir del segle xvii utilitza la seva genealogia i la seva potència a la cort per a obtenir el rang de príncep i prendre així rang entre els prínceps estrangers, passant just després del conjunt de ducs i pars. L'objectiu era provar que els antics reis de Bretanya havien estat sobirans, i que els Rohan descendien d'ells en línia directa.
Aquestes dues assercions no són evidents i són fins i tot històricament polèmiques. Els Rohan s'esforçaren a fer acreditar aquesta versió per mitjà d'historiadors com Dom Morice, que redactaven la història al seu favor, forçant i violant els fets històrics en cas de necessitat. Diverses vegades, els Rohan es van veure forçats a fer servir falsificacions (pràctica corrent en aquestes famílies aristocràtiques sota l'antic règim).
Aquesta operació fou fràgil (els ducs i pars de França s'oposaven a la història i els drets bretons), els Rohan consolidaren la seva posició per altres mitjans: aliances exclusivament amb les altres famílies de prínceps estrangers (ducat de Lorena, ducat de Bouillon La Toru d'Auvergne i el príncep de Condé), erecció de les seves terres en principats ja fossin reconeguts legalment o no (Guémené, Soubise, país de Léon), accessió al bisbat d'Estrasburg, adquirint rang de príncep del Sacre Imperi Romanogermànic i finalment utilitzant el favor i la proximitat amb els reis (Lluís XIV de França i la dama de Soubise, Lluís XV de França i el mariscal de Soubise, Lluís XVI de França i la dama de Marsan governanta dels infants reials).
Malgrat els atacs, els Rohan aconseguiren assentar el seu poder. El seu crèdit i el seu poder polític els permetien imposar les seves vistes històriques i genealògiques que, a la vegada, els van proveir de posicions que els permeteren reforçar el seu poder i el seu crèdit a la cort. La major proximitat amb el rei es va aconseguir, i ja no va poder ser qüestionada (en ser la proximitat la conseqüència d'exercir un gran ofici o càrrec a la cort).

### La família de Rohan a l'edat mitjana
```
Alan I
 († 
1128
)
X Vil·lana
¦
¦
+->
Alan II de Rohan
 († 
1170
)
¦ ¦
¦ ¦
¦ +->
Alan III de Rohan
 († 
1195
)
¦ ¦ X 
Constança de Penthièvre de Bretanya

¦ ¦ ¦
¦ ¦ ¦
¦ ¦ +->
Alan IV de Rohan
 († 
1205
)
¦ ¦ ¦ X 
Mabila de Fougères

¦ ¦ ¦ ¦
¦ ¦ ¦ ¦
¦ ¦ ¦ +->
Jofre I de Rohan

¦ ¦ ¦ ¦ X Marguarita de Bretanya
¦ ¦ ¦ ¦ X 
Gervasia de Dinan

¦ ¦ ¦ ¦
¦ ¦ ¦ ¦
¦ ¦ ¦ +->Conan
¦ ¦ ¦ +->
Oliver I de Rohan
 († 
1228
)
¦ ¦ ¦ +->
Alan V de Rohan
 († 
1232
)
¦ ¦ ¦ ¦ X Aliénor de Porhoët
¦ ¦ ¦ ¦ ¦
¦ ¦ ¦ ¦ ¦
¦ ¦ ¦ ¦ +->
Alan VI de Rohan

¦ ¦ ¦ ¦ ¦ X Isabel de Correc
¦ ¦ ¦ ¦ ¦ X Tomassa de la Roche-Bernard
¦ ¦ ¦ ¦ ¦ ¦
¦ ¦ ¦ ¦ ¦ ¦
¦ ¦ ¦ ¦ ¦ +->Alan († 
1299
)
¦ ¦ ¦ ¦ ¦ +->Josselí († 
1302
)
¦ ¦ ¦ ¦ ¦ ¦ X Caterina de Clisson
¦ ¦ ¦ ¦ ¦ ¦
¦ ¦ ¦ ¦ ¦ ¦
¦ ¦ ¦ ¦ ¦ +->
Josselí I de Rohan
 († 
1306
)
¦ ¦ ¦ ¦ ¦ +->
Oliver II de Rohan

¦ ¦ ¦ ¦ ¦ ¦ X Alieta de Rochefort
¦ ¦ ¦ ¦ ¦ ¦ X 
Joana de Léon
-Châteauneuf
¦ ¦ ¦ ¦ ¦ ¦ ¦
¦ ¦ ¦ ¦ ¦ ¦ ¦
¦ ¦ ¦ ¦ ¦ ¦ +->
Alan VII de Rohan
 († 
1352
)
¦ ¦ ¦ ¦ ¦ ¦ ¦ X Joana de Rostrenen
¦ ¦ ¦ ¦ ¦ ¦ ¦ ¦
¦ ¦ ¦ ¦ ¦ ¦ ¦ ¦
¦ ¦ ¦ ¦ ¦ ¦ ¦ +->
Joan I de Rohan
 († 
1396
)
¦ ¦ ¦ ¦ ¦ ¦ ¦ ¦ X 1) 
Joana de Léon

¦ ¦ ¦ ¦ ¦ ¦ ¦ ¦ ¦
¦ ¦ ¦ ¦ ¦ ¦ ¦ ¦ ¦
¦ ¦ ¦ ¦ ¦ ¦ ¦ ¦ +->
Alan VIII de Rohan
 († 
1429
)
¦ ¦ ¦ ¦ ¦ ¦ ¦ ¦ ¦ X Beatriu de Clisson
¦ ¦ ¦ ¦ ¦ ¦ ¦ ¦ ¦ ¦
¦ ¦ ¦ ¦ ¦ ¦ ¦ ¦ ¦ ¦
¦ ¦ ¦ ¦ ¦ ¦ ¦ ¦ ¦ +->
Alan IX de Rohan
 († 
1462
)
¦ ¦ ¦ ¦ ¦ ¦ ¦ ¦ ¦ X 1) Margarita de Bretanya, senyora de Guillac
¦ ¦ ¦ ¦ ¦ ¦ ¦ ¦ ¦ ¦
¦ ¦ ¦ ¦ ¦ ¦ ¦ ¦ ¦ ¦
¦ ¦ ¦ ¦ ¦ ¦ ¦ ¦ ¦ +->Alan, comte de Porhoët
¦ ¦ ¦ ¦ ¦ ¦ ¦ ¦ ¦ ¦ X Iolanda de Laval
¦ ¦ ¦ ¦ ¦ ¦ ¦ ¦ ¦ ¦
¦ ¦ ¦ ¦ ¦ ¦ ¦ ¦ ¦ ¦
¦ ¦ ¦ ¦ ¦ ¦ ¦ ¦ ¦ +->Joana
¦ ¦ ¦ ¦ ¦ ¦ ¦ ¦ ¦ ¦ X Francesc, senyor de Rieux, comte d'Harcourt
¦ ¦ ¦ ¦ ¦ ¦ ¦ ¦ ¦ ¦
¦ ¦ ¦ ¦ ¦ ¦ ¦ ¦ ¦ ¦
¦ ¦ ¦ ¦ ¦ ¦ ¦ ¦ ¦ +->Margarita
¦ ¦ ¦ ¦ ¦ ¦ ¦ ¦ ¦ ¦ X 
Joan d'Orleans
 comte d'Angulema
¦ ¦ ¦ ¦ ¦ ¦ ¦ ¦ ¦ ¦
¦ ¦ ¦ ¦ ¦ ¦ ¦ ¦ ¦ ¦
¦ ¦ ¦ ¦ ¦ ¦ ¦ ¦ ¦ +->Caterine
¦ ¦ ¦ ¦ ¦ ¦ ¦ ¦ ¦ ¦ X Jaume de Dinan, senyor de Beaumanoir
¦ ¦ ¦ ¦ ¦ ¦ ¦ ¦ ¦ ¦ X Joan d'Albret, vescomte de Tartas
¦ ¦ ¦ ¦ ¦ ¦ ¦ ¦ ¦ ¦
¦ ¦ ¦ ¦ ¦ ¦ ¦ ¦ ¦ ¦
¦ ¦ ¦ ¦ ¦ ¦ ¦ ¦ ¦ +->Beatriu
¦ ¦ ¦ ¦ ¦ ¦ ¦ ¦ ¦
¦ ¦ ¦ ¦ ¦ ¦ ¦ ¦ ¦
¦ ¦ ¦ ¦ ¦ ¦ ¦ ¦ ¦ X 2) Maria de Lorena-Vaudémont († 
1455
)
¦ ¦ ¦ ¦ ¦ ¦ ¦ ¦ ¦ ¦
¦ ¦ ¦ ¦ ¦ ¦ ¦ ¦ ¦ ¦
¦ ¦ ¦ ¦ ¦ ¦ ¦ ¦ ¦ +-> 
Joan II de Rohan
 i de Léon, comte de Porhoët
¦ ¦ ¦ ¦ ¦ ¦ ¦ ¦ ¦ ¦ X Mariq de Bretanya
¦ ¦ ¦ ¦ ¦ ¦ ¦ ¦ ¦ ¦ ¦
¦ ¦ ¦ ¦ ¦ ¦ ¦ ¦ ¦ ¦ ¦
¦ ¦ ¦ ¦ ¦ ¦ ¦ ¦ ¦ ¦ +->Francesc († 
1488
)
¦ ¦ ¦ ¦ ¦ ¦ ¦ ¦ ¦ ¦ +->
Joan de Rohan
 († 
1505
)
¦ ¦ ¦ ¦ ¦ ¦ ¦ ¦ ¦ ¦ +->Jaume de Rohan i de Léon, comte de Porhoët
¦ ¦ ¦ ¦ ¦ ¦ ¦ ¦ ¦ ¦ ¦ X Francesca de Rohan
¦ ¦ ¦ ¦ ¦ ¦ ¦ ¦ ¦ ¦ ¦ X Francesca de Daillon
¦ ¦ ¦ ¦ ¦ ¦ ¦ ¦ ¦ ¦ ¦
¦ ¦ ¦ ¦ ¦ ¦ ¦ ¦ ¦ ¦ ¦
¦ ¦ ¦ ¦ ¦ ¦ ¦ ¦ ¦ ¦ +->Jordi
¦ ¦ ¦ ¦ ¦ ¦ ¦ ¦ ¦ ¦ +->Claudi
¦ ¦ ¦ ¦ ¦ ¦ ¦ ¦ ¦ ¦ +->Anna
¦ ¦ ¦ ¦ ¦ ¦ ¦ ¦ ¦ ¦ ¦ X 
Pere II de Rohan Gié
, senyor de Fontenay
¦ ¦ ¦ ¦ ¦ ¦ ¦ ¦ ¦ ¦ ¦
¦ ¦ ¦ ¦ ¦ ¦ ¦ ¦ ¦ ¦ ¦
¦ ¦ ¦ ¦ ¦ ¦ ¦ ¦ ¦ ¦ +->Maria
¦ ¦ ¦ ¦ ¦ ¦ ¦ ¦ ¦ ¦ X Lluís IV de Rohan, senyor de Guéménée
¦ ¦ ¦ ¦ ¦ ¦ ¦ ¦ ¦ ¦
¦ ¦ ¦ ¦ ¦ ¦ ¦ ¦ ¦ ¦
¦ ¦ ¦ ¦ ¦ ¦ ¦ ¦ ¦ +->Caterina
¦ ¦ ¦ ¦ ¦ ¦ ¦ ¦ ¦ x Renat de Keradreux
¦ ¦ ¦ ¦ ¦ ¦ ¦ ¦ ¦
¦ ¦ ¦ ¦ ¦ ¦ ¦ ¦ ¦
¦ ¦ ¦ ¦ ¦ ¦ ¦ ¦ ¦ X 3) Peronnella de Maillé
¦ ¦ ¦ ¦ ¦ ¦ ¦ ¦ ¦ ¦
¦ ¦ ¦ ¦ ¦ ¦ ¦ ¦ ¦ ¦
¦ ¦ ¦ ¦ ¦ ¦ ¦ ¦ ¦ +->Pere, senyor de Pontchateau i de Quintin
¦ ¦ ¦ ¦ ¦ ¦ ¦ ¦ ¦ ¦ X Joana du Perreir, comtessa de Quintin
¦ ¦ ¦ ¦ ¦ ¦ ¦ ¦ ¦ ¦ X Joana de Daillon
¦ ¦ ¦ ¦ ¦ ¦ ¦ ¦ ¦ ¦ X Joana de La Chapelle
¦ ¦ ¦ ¦ ¦ ¦ ¦ ¦ ¦ ¦
¦ ¦ ¦ ¦ ¦ ¦ ¦ ¦ ¦ ¦
¦ ¦ ¦ ¦ ¦ ¦ ¦ ¦ ¦ +->Lluís
¦ ¦ ¦ ¦ ¦ ¦ ¦ ¦ ¦ +->Francesc
¦ ¦ ¦ ¦ ¦ ¦ ¦ ¦ ¦ +->Antoni
¦ ¦ ¦ ¦ ¦ ¦ ¦ ¦ ¦ +->Magdalena (monja a Fontevraud)
¦ ¦ ¦ ¦ ¦ ¦ ¦ ¦ ¦ +->Anna (monja a Fontevraud)
¦ ¦ ¦ ¦ ¦ ¦ ¦ ¦ ¦ +->Isabel
¦ ¦ ¦ ¦ ¦ ¦ ¦ ¦ ¦
¦ ¦ ¦ ¦ ¦ ¦ ¦ ¦ ¦
¦ ¦ ¦ ¦ ¦ ¦ ¦ ¦ ¦
¦ ¦ ¦ ¦ ¦ ¦ ¦ ¦ ¦
¦ ¦ ¦ ¦ ¦ ¦ ¦ ¦ ¦
¦ ¦ ¦ ¦ ¦ ¦ ¦ ¦ ¦
¦ ¦ ¦ ¦ ¦ ¦ ¦ ¦ ¦
¦ ¦ ¦ ¦ ¦ ¦ ¦ ¦ ¦
¦ ¦ ¦ ¦ ¦ ¦ ¦ ¦ +->Eduard
¦ ¦ ¦ ¦ ¦ ¦ ¦ ¦ ¦ X Margarida de Chateaubriant
¦ ¦ ¦ ¦ ¦ ¦ ¦ ¦ ¦ +-> Lluïsa, senyora de Léon (casada amb Patrici III, senyor de
Chateaugiron i després amb Joan de Rostrenen, senyor de 
Coetdor i de la Chesnaye)
¦ ¦ ¦ ¦ ¦ ¦ ¦ ¦ +->Joana (casada amb Guillem, senyor de Saint-Gilles)
¦ ¦ ¦ ¦ ¦ ¦ ¦ ¦ +->Guiu
¦ ¦ ¦ ¦ ¦ ¦ ¦ ¦ +->Margarita (casada amb Jean Botherel-Quintin)
¦ ¦ ¦ ¦ ¦ ¦ ¦ ¦ +->Joana, senyora de Noyon (casada amb Robert d'Alençon, comte de
Perche, després amb Pere d'Amboise, vescomte de Thouars)
¦ ¦ ¦ ¦ ¦ ¦ ¦ ¦ ¦
¦ ¦ ¦ ¦ ¦ ¦ ¦ ¦ ¦
¦ ¦ ¦ ¦ ¦ ¦ ¦ ¦ X 2) 
Joana de Navarra

¦ ¦ ¦ ¦ ¦ ¦ ¦ ¦ ¦
¦ ¦ ¦ ¦ ¦ ¦ ¦ ¦ ¦
¦ ¦ ¦ ¦ ¦ ¦ ¦ ¦ +->
Carles I de Rohan-Guémené

¦ ¦ ¦ ¦ ¦ ¦ ¦ ¦ X 
Caterina du Guesclin

¦ ¦ ¦ ¦ ¦ ¦ ¦ ¦ ¦
¦ ¦ ¦ ¦ ¦ ¦ ¦ ¦ ¦
¦ ¦ ¦ ¦ ¦ ¦ ¦ ¦ +->
Rohan-Guéménée
 (branca, vegeu més avall)
¦ ¦ ¦ ¦ ¦ ¦ ¦ ¦
¦ ¦ ¦ ¦ ¦ ¦ ¦ ¦
¦ ¦ ¦ ¦ ¦ ¦ ¦ +->Pere
¦ ¦ ¦ ¦ ¦ ¦ ¦ +->Margarita (casada amb Joan IV, senyor de Beaumanoir, després amb
Oliver IV, senyor de Clisson)
¦ ¦ ¦ ¦ ¦ ¦ ¦
¦ ¦ ¦ ¦ ¦ ¦ ¦
¦ ¦ ¦ ¦ ¦ ¦ +->Oliver mort à la 
batalla de la Roche-Derrien
 (
20 de juny

de 
1347
)
¦ ¦ ¦ ¦ ¦ ¦ +->
Jofre II de Rohan
, bisbe de 
Vannes
 després de 

Saint-Brieuc
 (
1372
)
¦ ¦ ¦ ¦ ¦ ¦ +->Josselí de Rohan, bisbe de Saint-Malo 
¦ ¦ ¦ ¦ ¦ ¦
¦ ¦ ¦ ¦ ¦ ¦
¦ ¦ ¦ ¦ ¦ +->Guiart
¦ ¦ ¦ ¦ ¦ +->Eon, senyor del Gué-de-l'Isle
¦ ¦ ¦ ¦ ¦ ¦ X Alieta de Coetlogon
¦ ¦ ¦ ¦ ¦ ¦ ¦
¦ ¦ ¦ ¦ ¦ ¦ ¦
¦ ¦ ¦ ¦ ¦ ¦ +-> 
Rohan-Gué de l'Isle
 (vegeu més avall)
¦ ¦ ¦ ¦ ¦ ¦
¦ ¦ ¦ ¦ ¦ ¦
¦ ¦ ¦ ¦ ¦ +->Jaume
¦ ¦ ¦ ¦ ¦ ¦ X Perrona N
¦ ¦ ¦ ¦ ¦ ¦
¦ ¦ ¦ ¦ ¦ ¦
¦ ¦ ¦ ¦ ¦ +->Joana
¦ ¦ ¦ ¦ ¦ ¦ x Pere de Kergorlay
¦ ¦ ¦ ¦ ¦ ¦
¦ ¦ ¦ ¦ ¦ ¦
¦ ¦ ¦ ¦ ¦ +->Beatriu
¦ ¦ ¦ ¦ ¦ ¦ x Joan de Beaumanoir, senyor de Merdrignal
¦ ¦ ¦ ¦ ¦ ¦
¦ ¦ ¦ ¦ ¦ ¦
¦ ¦ ¦ ¦ ¦ +->Joana
¦ ¦ ¦ ¦ ¦ x Hervé de Léon
¦ ¦ ¦ ¦ ¦
¦ ¦ ¦ ¦ ¦
¦ ¦ ¦ ¦ +->Jofre (senyor de Noial)
¦ ¦ ¦ ¦ +->Vil·lana
¦ ¦ ¦ ¦ ¦ x Ricard, senyor de la Roche-Jagu
¦ ¦ ¦ ¦ ¦
¦ ¦ ¦ ¦ ¦
¦ ¦ ¦ ¦ +->Felipa
¦ ¦ ¦ ¦ ¦ x Enric d'Avaugour, senyor de Goëlo
¦ ¦ ¦ ¦ ¦
¦ ¦ ¦ ¦ ¦
¦ ¦ ¦ ¦ +->Mabila
¦ ¦ ¦ ¦ ¦ x Robert, senyor de Beaumez
¦ ¦ ¦ ¦ ¦
¦ ¦ ¦ ¦ ¦
¦ ¦ ¦ ¦ +->Tifània
¦ ¦ ¦ ¦ X Jofre II, senyor de Lanvaux
¦ ¦ ¦ ¦
¦ ¦ ¦ ¦
¦ ¦ ¦ +->Eloisa
¦ ¦ ¦ +->Caterina
¦ ¦ ¦ X Jofre, senyor de Hennebont
¦ ¦ ¦ X Raül Niel, senyor de La Muce
¦ ¦ ¦
¦ ¦ ¦
¦ ¦ +->Josselí de Rohan (esmentat à la 
batalle de Bouvines
 
1214
)
¦ ¦
¦ ¦
¦ +->Guillem
¦ +->Josselí, senyor de Montfort i de Noial, vescomte de Rohan
¦ ¦ X Mafalda de Montfort
¦ ¦
¦ ¦
¦ +->Margarita
¦ +->Alix
¦ +->Constançae
¦ x Eudó de Pontefelau
¦
¦
+->Josselí
```

## Les branques

### Rohan-Montauban
Branca procedent vers 1185 d'Alan III de Rohan i de Francesca de Corbey, s'extingí vers 1535. Designada així per la terra de Montauban-de-Bretagne prop de Rennes. Compta sobretot amb senescals i mariscals de Bretanya. Extingida el 
1494 passant a la branca Rohan-Guémené.

### Rohan-Gué de l'Isle
Branca procedent vers 1270 d'Alan VI de Rohan i Tomassa de la Roche-Bernard. Designada així per la terra de Saint-Étienne-du-Gué-de-l'Isle. Extingida vers 1530.

### Rohan-Polduc
També de Rohan-Pouldu. Subbranca poc coneguda, procedent vers 1500 dels Rohan-Gué de l'Isle. Designada així per la terra del Pouldu prop de Pontivy (avui municipi de Saint-Jean-Brévelay). El seu gran personatge fou Emmanuel de Rohan-Polduc, Gran Mestre de l'Orde de Malta de 1775 a 1797. Extingida el 1800.

### Rohan-Guémené
Branca procedent vers 1375 de Joan I de Rohan i de Joana de Navarra. La branca de Guémené subsisteix avui en la subbranca de Rochefort.

#### Arbre genealògic de la branca
```
Joan I
 († 
1396
)
X 1) 
Joana de Léon

¦
¦
+->
Alan VIII de Rohan
 († 
1429
)

¦ 
X Beatriu de Clisson

¦ +->continua en els Vescomtes i després Ducs de Rohan
¦
¦
X 2) 
Joana de Navarra

¦
¦
+->
Carles I de Rohan-Guémené

X 
Caterina du Guesclin

¦
¦
+->
Lluís I de Rohan-Guémené

¦ X Maria de Montauban
¦ ¦
¦ ¦
¦ +->
Lluís II de Rohan-Guémené

¦ ¦ X Lluïsa de Rieux
¦ ¦ ¦
¦ ¦ ¦
¦ ¦ +->
Lluís III de Rohan-Guémené

¦ ¦ ¦ X Renata de Four
¦ ¦ ¦ ¦
¦ ¦ ¦ ¦
¦ ¦ ¦ +->
Lluís IV de Rohan-Guémené

¦ ¦ ¦ ¦ X Maria de Rohan
¦ ¦ ¦ ¦ ¦
¦ ¦ ¦ ¦ ¦
¦ ¦ ¦ ¦ +->
Lluís V de Rohan-Guémené

¦ ¦ ¦ ¦ X Margarita de Laval, senyora de Perrier
¦ ¦ ¦ ¦ ¦
¦ ¦ ¦ ¦ ¦
¦ ¦ ¦ ¦ +->
Lluís VI de Rohan-Guémené

¦ ¦ ¦ ¦ ¦ X 1)Leonora de Rohan, comtessa de Rochefort
¦ ¦ ¦ ¦ ¦ ¦
¦ ¦ ¦ ¦ ¦ ¦
¦ ¦ ¦ ¦ ¦ +->
Hèrcules de Rohan

¦ ¦ ¦ ¦ ¦ ¦
¦ ¦ ¦ ¦ ¦ ¦
¦ ¦ ¦ ¦ ¦ X 2)
Francesca de Laval

¦ ¦ ¦ ¦ +->Renata (casada amb Francesc de Rohan, senyor de Gié i de Verger; després amb 
Renat de Laval-Montmorency
, senyor de Loué; i després amb 
Joan de Laval-Montmorency
 marquès de Nesle)
¦ ¦ ¦ ¦
¦ ¦ ¦ ¦
¦ ¦ ¦ +-> Francesca de Rohan (casada amb Jaume I de Rohan)
¦ ¦ ¦
¦ ¦ ¦
¦ ¦ +-> Enric de Rohan, senyor de Landal
¦ ¦ ¦ x
1497
: Marguarita du Pont
¦ ¦ ¦
¦ ¦ ¦
¦ ¦ +-> Jaume, mort jove
¦ ¦ +-> Joan de Rohan, senyor de Landal, governador de Turena
¦ ¦ ¦ x Guyona senyora de Lorgeril
¦ ¦ ¦ +-> Elena, senyora de Landal i de Lorgeril (casada amb Francesc, comte de Maure)
¦ ¦ ¦ +->Margarita, senyora de Tressant i de la Tourniolle (casada amb Lluís de Malestroit, senyor de Pontcallec)
¦ ¦ ¦ +->Caterina, senyora de la Ribaudiere (casada à Tannegui, senyor de Kermavan, i després amb Gilbert de Llemotges) 
¦ ¦ ¦ ¦
¦ ¦ ¦ ¦
¦ ¦ ¦ x Isabel, senyora de la Chapelle i de Molac
¦ ¦ ¦
¦ ¦ ¦
¦ ¦ +-> Francesca, senyora de Marcheville i de Varennes (casada amb Lluís de Husson, comte de Tonnerre)
¦ ¦ +-> Margarita (casada amb Francesc de Maille, vescomte de Tours)
¦ ¦ +-> Caterina (casada amb Joan de Malestroit, senyor de Kerser)
¦ ¦ +-> Joana (casada el 1498 amb Francesc de Chastellier, vescomte de Pommerit)
¦ ¦
¦ ¦
¦ +-> 
Pere I de Rohan-Gié
, senyor de Gié, mariscal de França
¦ ¦ x Francesca de Penhoet
¦ ¦ +-> 
Carles de Rohan-Gié
, senyor de Gié, comte de Guisa i d'Orbec
¦ ¦ ¦ x 1504 : Carlota d'Armanyac, duquessa de Nemours i comtessa de Guisa
¦ ¦ ¦ x Giovanna San Severino
¦ ¦ ¦ +-> Francesc de Rohan, senyor de Gié, vescomte de Fronsac (+ 1528)
¦ ¦ ¦ ¦ x Caterina de Silly, comtessa de Rochefort
¦ ¦ ¦ ¦ +-> Leonor, comtessa de Rochefort (casada amb Lluís VI de Rohan-Guéménée)
¦ ¦ ¦ ¦ +-> Jacquelina, senyora de Gié (casada amb Francesc de Balsac, senyor d'Entragues)
¦ ¦ ¦ ¦ +-> Francesca Diana, senyora de Gillebourg (casada amb Francesc de Maillé de la Tour-Landry, comte de Chateauroux)
¦ ¦ ¦ ¦ ¦
¦ ¦ ¦ ¦ ¦
¦ ¦ ¦ ¦ x Renata de Rohan
¦ ¦ ¦ ¦
¦ ¦ ¦ ¦
¦ ¦ ¦ +-> La Comtesse de Thoury (Clàudia de Rohan-Gié), senyora de Thoury (amistançada de Francesc Ier)
¦ ¦ ¦ +-> 
Jacquelina de Rohan-Gyé
 (casada amb Francesc d'Orleans, marquès de Rothelin i vescomte de Melun)
¦ ¦ ¦
¦ ¦ ¦
¦ ¦ +-> 
Francesc II de Rohan
, arquebisbe de Lió
¦ ¦ ¦ ¦
¦ ¦ ¦ ¦
¦ ¦ ¦ +->
Fill natural
: Jordi, Capellà de St-Eloi (Angers)
¦ ¦ ¦
¦ ¦ ¦
¦ ¦ +-> 
Pere II de Rohan Gié
, senyor de Frontenay, de la Marche i de Gié, vescomte de Carentan (+ 1525 a Pavia)
¦ ¦ ¦ x 1515 Anna de Rohan, vescomtessa de Rohan (+1529)
¦ ¦ ¦ +-> 
Renat I de Rohan
, vescomte de Rohan, comte de Porhoët, marquès de Blain (+ 1552 a Metz)
¦ ¦ ¦ x 1534 Isabel d'Albret, infanta de Navarra
¦ ¦ ¦ +-> vescomte 
Enric I de Rohan
, comte de Porhoët, primer príncep de la sang de Navarra (*1535 +1575)
¦ ¦ ¦ x Francesca de Tournemine (+ 1609)
¦ ¦ ¦ ¦ Judith (*1567 +1575)
¦ ¦ x 1503 : Margarita d'Armanyac, duquessa de Nemours, comtessa de Guisa
¦ ¦
¦ ¦
¦ ¦
¦ ¦
¦ ¦
¦ ¦
```

- Enric Lluís Maria de Rohan, Príncep de Rohan-Guéméné (naixement: 30 d'agost de 1745 a París, defunció: 24 d'abril de 1809 a Praga fill de: Juli Hèrcules Meriadec de Rohan, Príncep de Guéméné i de Maria Lluïsa de la Tour d'Auvergne

Casat el 1761 amb : Victòria Armanda de Rohan, princesa de Maubuisson (nascuda : 28 de desembre de 1743, morta: 20 de setembre de 1807 a París) filla de: Carles de Rohan, príncep d'Epinoy i d'Anna Teresa de Savoia-Carignan
Fills :
- : Carlota Victòria de Rohan (nascuda : 1761, morta : 1771)

- : Carles Alan Gabriel de Rohan, duc de Montbazon (nascut : 18 de gener de 1764 a Versalles, mort : 24 d'abril de 1836 a Sichrow) casat amb Lluïsae Aglae de Conflans d'Armentieres (nascuda 1763, morta 1819 a Sichrow)

- : Maria Lluïsa de Rohan (nascuda: 1765 a París, morta: 1839)

- : Lluís Víctor Meriadec de Rohan, duc de Bouillon (nascut: 1766 a París, mort: 1846 a Sichrow)

- : Juli Armand Lluís de Rohan (nascut: 1768 a Versalles, mort : 1836 a Sichrow)

### Vescomtes i Ducs de Rohan (Rohan-Gié)
Subbranca procedent dels Rohan-Guémené el 1541.
Esdevingué branca antiga segons el dret bretó el 1534 pel matrimoni de Pere II de Rohan Gié amb la vescomtessa Anna De Rohan.
Després de Renat I de Rohan, nascut el 1516 i mort el 20 d'octubre de 1552 a Metz, casat amb Isabel d'Albret, segueixen Francesca de Rohan, Lluís de Rohan, senyor de Gié, Enric I de Rohan, Joan, i finalment Renat II de Rohan, que va ser l'espòs de Caterina de Parthenay. El nom de Rohan es confon llavors amb el protestantisme poiteví i bretó durant les guerres de religions. Dona de lletres i de ciències, humanista, hereva de Joan V de Parthenay, Caterina va aportar a la família Rohan les terres de Mouchamps i el títol de Soubise. Donà als Rohan cinc fills, entre els quals està la poetessa Anna de Rohan. El títol de Soubise passà al seu fill segon, Benjamí de Rohan, duc de Soubise (mort sense fills) que, amb el fill gran, Enric II de Rohan, s'il·lustrà amb els seus viatges i va destacar en la seva defensa del partit protestant (Enric IV li va conferir el ducat i li va donar la mà de Margarida de Béthune (1595-1660), filla del gran Sully.)
La branca de Rohan-Gié es fon llavors amb la família dels Rohan-Chabot pel matrimoni de Margarita de Rohan, la filla d'Enric II de Rohan, amb el catòlic Enric de Chabot. La seva unió fou celebrada el 1645 a i els seus fills foren criats en la religió catòlica.
Arbre genealògic de la família Rohan-Gié (1512-1646)
|  |  |  |  |                                                                 |                                                                 |                                                                     |                                                                     | Joan V de Parthenay senyor de Mouchamps (Les Herbiers) anomenat Soubise (1512-1561) | Joan V de Parthenay senyor de Mouchamps (Les Herbiers) anomenat Soubise (1512-1561) | Joan V de Parthenay senyor de Mouchamps (Les Herbiers) anomenat Soubise (1512-1561) | Joan V de Parthenay senyor de Mouchamps (Les Herbiers) anomenat Soubise (1512-1561) | Joan V de Parthenay senyor de Mouchamps (Les Herbiers) anomenat Soubise (1512-1561)        | Joan V de Parthenay senyor de Mouchamps (Les Herbiers) anomenat Soubise (1512-1561)        |                                                                                            |                                                                                            | Antonieta Bouchard d'Aubeterre (1535-1580) Douairière de Soubise                           | Antonieta Bouchard d'Aubeterre (1535-1580) Douairière de Soubise                           | Antonieta Bouchard d'Aubeterre (1535-1580) Douairière de Soubise | Antonieta Bouchard d'Aubeterre (1535-1580) Douairière de Soubise | Antonieta Bouchard d'Aubeterre (1535-1580) Douairière de Soubise                     | Antonieta Bouchard d'Aubeterre (1535-1580) Douairière de Soubise                     |                                                                                      |                                                                                      |                                                                                      |                                                                                      | Isabel d'Albret (1513-vers 1570) tia de Joana d'Albret reina de Navarra | Isabel d'Albret (1513-vers 1570) tia de Joana d'Albret reina de Navarra | Isabel d'Albret (1513-vers 1570) tia de Joana d'Albret reina de Navarra | Isabel d'Albret (1513-vers 1570) tia de Joana d'Albret reina de Navarra | Isabel d'Albret (1513-vers 1570) tia de Joana d'Albret reina de Navarra | Isabel d'Albret (1513-vers 1570) tia de Joana d'Albret reina de Navarra |                                                          |                                                          | Renat I de Rohan vescomte de Rohan (1516-1551)           | Renat I de Rohan vescomte de Rohan (1516-1551)           | Renat I de Rohan vescomte de Rohan (1516-1551) | Renat I de Rohan vescomte de Rohan (1516-1551) | Renat I de Rohan vescomte de Rohan (1516-1551) | Renat I de Rohan vescomte de Rohan (1516-1551) |                                                |                                                |                                    |                                    |                                                       |                                                       |                                                       |                                                       |                                                       |                                                       |  |  |  |  |  |  |  |  |  |  |  |  |  |  |
|  |  |  |  |                                                                 |                                                                 |                                                                     |                                                                     | Joan V de Parthenay senyor de Mouchamps (Les Herbiers) anomenat Soubise (1512-1561) | Joan V de Parthenay senyor de Mouchamps (Les Herbiers) anomenat Soubise (1512-1561) | Joan V de Parthenay senyor de Mouchamps (Les Herbiers) anomenat Soubise (1512-1561) | Joan V de Parthenay senyor de Mouchamps (Les Herbiers) anomenat Soubise (1512-1561) | Joan V de Parthenay senyor de Mouchamps (Les Herbiers) anomenat Soubise (1512-1561)        | Joan V de Parthenay senyor de Mouchamps (Les Herbiers) anomenat Soubise (1512-1561)        |                                                                                            |                                                                                            | Antonieta Bouchard d'Aubeterre (1535-1580) Douairière de Soubise                           | Antonieta Bouchard d'Aubeterre (1535-1580) Douairière de Soubise                           | Antonieta Bouchard d'Aubeterre (1535-1580) Douairière de Soubise | Antonieta Bouchard d'Aubeterre (1535-1580) Douairière de Soubise | Antonieta Bouchard d'Aubeterre (1535-1580) Douairière de Soubise                     | Antonieta Bouchard d'Aubeterre (1535-1580) Douairière de Soubise                     |                                                                                      |                                                                                      |                                                                                      |                                                                                      | Isabel d'Albret (1513-vers 1570) tia de Joana d'Albret reina de Navarra | Isabel d'Albret (1513-vers 1570) tia de Joana d'Albret reina de Navarra | Isabel d'Albret (1513-vers 1570) tia de Joana d'Albret reina de Navarra | Isabel d'Albret (1513-vers 1570) tia de Joana d'Albret reina de Navarra | Isabel d'Albret (1513-vers 1570) tia de Joana d'Albret reina de Navarra | Isabel d'Albret (1513-vers 1570) tia de Joana d'Albret reina de Navarra |                                                          |                                                          | Renat I de Rohan vescomte de Rohan (1516-1551)           | Renat I de Rohan vescomte de Rohan (1516-1551)           | Renat I de Rohan vescomte de Rohan (1516-1551) | Renat I de Rohan vescomte de Rohan (1516-1551) | Renat I de Rohan vescomte de Rohan (1516-1551) | Renat I de Rohan vescomte de Rohan (1516-1551) |                                                |                                                |                                    |                                    |                                                       |                                                       |                                                       |                                                       |                                                       |                                                       |  |  |  |  |  |  |  |  |  |  |  |  |  |  |
|  |  |  |  |                                                                 |                                                                 |                                                                     |                                                                     |                                                                                     |                                                                                     |                                                                                     |                                                                                     |                                                                                            |                                                                                            |                                                                                            |                                                                                            |                                                                                            |                                                                                            |                                                                  |                                                                  |                                                                                      |                                                                                      |                                                                                      |                                                                                      |                                                                                      |                                                                                      |                                                                         |                                                                         |                                                                         |                                                                         |                                                                         |                                                                         |                                                          |                                                          |                                                          |                                                          |                                                |                                                |                                                |                                                |                                                |                                                |                                    |                                    |                                                       |                                                       |                                                       |                                                       |                                                       |                                                       |  |  |  |  |  |  |  |  |  |  |  |  |  |  |
|  |  |  |  |                                                                 |                                                                 |                                                                     |                                                                     |                                                                                     |                                                                                     |                                                                                     |                                                                                     |                                                                                            |                                                                                            |                                                                                            |                                                                                            |                                                                                            |                                                                                            |                                                                  |                                                                  |                                                                                      |                                                                                      |                                                                                      |                                                                                      |                                                                                      |                                                                                      |                                                                         |                                                                         |                                                                         |                                                                         |                                                                         |                                                                         |                                                          |                                                          |                                                          |                                                          |                                                |                                                |                                                |                                                |                                                |                                                |                                    |                                    |                                                       |                                                       |                                                       |                                                       |                                                       |                                                       |  |  |  |  |  |  |  |  |  |  |  |  |  |  |
|  |  |  |  | Carles de Quellenec Baró del Pont, anomenat Soubise (1548-1572) | Carles de Quellenec Baró del Pont, anomenat Soubise (1548-1572) | Carles de Quellenec Baró del Pont, anomenat Soubise (1548-1572)     | Carles de Quellenec Baró del Pont, anomenat Soubise (1548-1572)     | Carles de Quellenec Baró del Pont, anomenat Soubise (1548-1572)                     | Carles de Quellenec Baró del Pont, anomenat Soubise (1548-1572)                     |                                                                                     |                                                                                     | Caterina de Parthenay Senyoreta de Soubise Mare dels Rohan Douairière de Rohan (1554-1631) | Caterina de Parthenay Senyoreta de Soubise Mare dels Rohan Douairière de Rohan (1554-1631) | Caterina de Parthenay Senyoreta de Soubise Mare dels Rohan Douairière de Rohan (1554-1631) | Caterina de Parthenay Senyoreta de Soubise Mare dels Rohan Douairière de Rohan (1554-1631) | Caterina de Parthenay Senyoreta de Soubise Mare dels Rohan Douairière de Rohan (1554-1631) | Caterina de Parthenay Senyoreta de Soubise Mare dels Rohan Douairière de Rohan (1554-1631) |                                                                  |                                                                  | Renat II de Rohan anomenat Pontivy, després Frontenay, vescomte de Rohan (1550-1585) | Renat II de Rohan anomenat Pontivy, després Frontenay, vescomte de Rohan (1550-1585) | Renat II de Rohan anomenat Pontivy, després Frontenay, vescomte de Rohan (1550-1585) | Renat II de Rohan anomenat Pontivy, després Frontenay, vescomte de Rohan (1550-1585) | Renat II de Rohan anomenat Pontivy, després Frontenay, vescomte de Rohan (1550-1585) | Renat II de Rohan anomenat Pontivy, després Frontenay, vescomte de Rohan (1550-1585) |                                                                         |                                                                         | Joan anopmenat Frontenay (?-mort el 1574)                               | Joan anopmenat Frontenay (?-mort el 1574)                               | Joan anopmenat Frontenay (?-mort el 1574)                               | Joan anopmenat Frontenay (?-mort el 1574)                               | Joan anopmenat Frontenay (?-mort el 1574)                | Joan anopmenat Frontenay (?-mort el 1574)                |                                                          |                                                          | Enric I de Rohan vescomte de Rohan (1535-1575) | Enric I de Rohan vescomte de Rohan (1535-1575) | Enric I de Rohan vescomte de Rohan (1535-1575) | Enric I de Rohan vescomte de Rohan (1535-1575) | Enric I de Rohan vescomte de Rohan (1535-1575) | Enric I de Rohan vescomte de Rohan (1535-1575) |                                    |                                    | Francesca de Rohan senyora de la Garnache (1540-1590) | Francesca de Rohan senyora de la Garnache (1540-1590) | Francesca de Rohan senyora de la Garnache (1540-1590) | Francesca de Rohan senyora de la Garnache (1540-1590) | Francesca de Rohan senyora de la Garnache (1540-1590) | Francesca de Rohan senyora de la Garnache (1540-1590) |  |  |  |  |  |  |  |  |  |  |  |  |  |  |
|  |  |  |  | Carles de Quellenec Baró del Pont, anomenat Soubise (1548-1572) | Carles de Quellenec Baró del Pont, anomenat Soubise (1548-1572) | Carles de Quellenec Baró del Pont, anomenat Soubise (1548-1572)     | Carles de Quellenec Baró del Pont, anomenat Soubise (1548-1572)     | Carles de Quellenec Baró del Pont, anomenat Soubise (1548-1572)                     | Carles de Quellenec Baró del Pont, anomenat Soubise (1548-1572)                     |                                                                                     |                                                                                     | Caterina de Parthenay Senyoreta de Soubise Mare dels Rohan Douairière de Rohan (1554-1631) | Caterina de Parthenay Senyoreta de Soubise Mare dels Rohan Douairière de Rohan (1554-1631) | Caterina de Parthenay Senyoreta de Soubise Mare dels Rohan Douairière de Rohan (1554-1631) | Caterina de Parthenay Senyoreta de Soubise Mare dels Rohan Douairière de Rohan (1554-1631) | Caterina de Parthenay Senyoreta de Soubise Mare dels Rohan Douairière de Rohan (1554-1631) | Caterina de Parthenay Senyoreta de Soubise Mare dels Rohan Douairière de Rohan (1554-1631) |                                                                  |                                                                  | Renat II de Rohan anomenat Pontivy, després Frontenay, vescomte de Rohan (1550-1585) | Renat II de Rohan anomenat Pontivy, després Frontenay, vescomte de Rohan (1550-1585) | Renat II de Rohan anomenat Pontivy, després Frontenay, vescomte de Rohan (1550-1585) | Renat II de Rohan anomenat Pontivy, després Frontenay, vescomte de Rohan (1550-1585) | Renat II de Rohan anomenat Pontivy, després Frontenay, vescomte de Rohan (1550-1585) | Renat II de Rohan anomenat Pontivy, després Frontenay, vescomte de Rohan (1550-1585) |                                                                         |                                                                         | Joan anopmenat Frontenay (?-mort el 1574)                               | Joan anopmenat Frontenay (?-mort el 1574)                               | Joan anopmenat Frontenay (?-mort el 1574)                               | Joan anopmenat Frontenay (?-mort el 1574)                               | Joan anopmenat Frontenay (?-mort el 1574)                | Joan anopmenat Frontenay (?-mort el 1574)                |                                                          |                                                          | Enric I de Rohan vescomte de Rohan (1535-1575) | Enric I de Rohan vescomte de Rohan (1535-1575) | Enric I de Rohan vescomte de Rohan (1535-1575) | Enric I de Rohan vescomte de Rohan (1535-1575) | Enric I de Rohan vescomte de Rohan (1535-1575) | Enric I de Rohan vescomte de Rohan (1535-1575) |                                    |                                    | Francesca de Rohan senyora de la Garnache (1540-1590) | Francesca de Rohan senyora de la Garnache (1540-1590) | Francesca de Rohan senyora de la Garnache (1540-1590) | Francesca de Rohan senyora de la Garnache (1540-1590) | Francesca de Rohan senyora de la Garnache (1540-1590) | Francesca de Rohan senyora de la Garnache (1540-1590) |  |  |  |  |  |  |  |  |  |  |  |  |  |  |
|  |  |  |  |                                                                 |                                                                 |                                                                     |                                                                     |                                                                                     |                                                                                     |                                                                                     |                                                                                     |                                                                                            |                                                                                            |                                                                                            |                                                                                            |                                                                                            |                                                                                            |                                                                  |                                                                  |                                                                                      |                                                                                      |                                                                                      |                                                                                      |                                                                                      |                                                                                      |                                                                         |                                                                         |                                                                         |                                                                         |                                                                         |                                                                         |                                                          |                                                          |                                                          |                                                          |                                                |                                                |                                                |                                                |                                                |                                                |                                    |                                    |                                                       |                                                       |                                                       |                                                       |                                                       |                                                       |  |  |  |  |  |  |  |  |  |  |  |  |  |  |
|  |  |  |  |                                                                 |                                                                 |                                                                     |                                                                     |                                                                                     |                                                                                     |                                                                                     |                                                                                     |                                                                                            |                                                                                            |                                                                                            |                                                                                            |                                                                                            |                                                                                            |                                                                  |                                                                  |                                                                                      |                                                                                      |                                                                                      |                                                                                      |                                                                                      |                                                                                      |                                                                         |                                                                         |                                                                         |                                                                         |                                                                         |                                                                         |                                                          |                                                          |                                                          |                                                          |                                                |                                                |                                                |                                                |                                                |                                                |                                    |                                    |                                                       |                                                       |                                                       |                                                       |                                                       |                                                       |  |  |  |  |  |  |  |  |  |  |  |  |  |  |
|  |  |  |  |                                                                 |                                                                 | Enric II de Rohan vescomte i primer duc després de 1604 (1579-1638) | Enric II de Rohan vescomte i primer duc després de 1604 (1579-1638) | Enric II de Rohan vescomte i primer duc després de 1604 (1579-1638)                 | Enric II de Rohan vescomte i primer duc després de 1604 (1579-1638)                 | Enric II de Rohan vescomte i primer duc després de 1604 (1579-1638)                 | Enric II de Rohan vescomte i primer duc després de 1604 (1579-1638)                 |                                                                                            |                                                                                            | Benjamí de Rohan Duc de Soubise (1583-1642)                                                | Benjamí de Rohan Duc de Soubise (1583-1642)                                                | Benjamí de Rohan Duc de Soubise (1583-1642)                                                | Benjamí de Rohan Duc de Soubise (1583-1642)                                                | Benjamí de Rohan Duc de Soubise (1583-1642)                      | Benjamí de Rohan Duc de Soubise (1583-1642)                      |                                                                                      |                                                                                      | Enriqueta de Rohan anomenada la Desigual (1577-1624)                                 | Enriqueta de Rohan anomenada la Desigual (1577-1624)                                 | Enriqueta de Rohan anomenada la Desigual (1577-1624)                                 | Enriqueta de Rohan anomenada la Desigual (1577-1624)                                 | Enriqueta de Rohan anomenada la Desigual (1577-1624)                    | Enriqueta de Rohan anomenada la Desigual (1577-1624)                    |                                                                         |                                                                         | Caterina de Rohan Casada amb Joan de Baviera (1580-1607)                | Caterina de Rohan Casada amb Joan de Baviera (1580-1607)                | Caterina de Rohan Casada amb Joan de Baviera (1580-1607) | Caterina de Rohan Casada amb Joan de Baviera (1580-1607) | Caterina de Rohan Casada amb Joan de Baviera (1580-1607) | Caterina de Rohan Casada amb Joan de Baviera (1580-1607) |                                                |                                                | Anna de Rohan Poetessa (1584-1646)             | Anna de Rohan Poetessa (1584-1646)             | Anna de Rohan Poetessa (1584-1646)             | Anna de Rohan Poetessa (1584-1646)             | Anna de Rohan Poetessa (1584-1646) | Anna de Rohan Poetessa (1584-1646) |                                                       |                                                       |                                                       |                                                       |                                                       |                                                       |  |  |  |  |  |  |  |  |  |  |  |  |  |  |

### Rohan-Chabot
La branca sènior dels Rohan es va estendre als Chabot pel matrimoni (1647) de Margarita, duquessa de Rohan (1617-1684), filla d'Enric II primer duc de Rohan, amb Enric de Chabot (1616-1655) creat duc de Rohan. Segons el costum de Bretanya i tot i l'oposició dels Rohan-Guémené, Lluís XIV va concedir als descendents el privilegi de prendre els noms i armes de Rohan, esdevenint Rohan-Chabot.
Els Rohan-Chabot foren ducs de Rohan amb pairia de França annexa (1648), prínceps de Léon, vescomtes de Porhoët, comte de Jarnac, «cosí del roi», etc. Van posseir sempre el castell de Josselin.
Els ducs de Rohan d'aquesta branca foren:
- Enric de Chabot, segon duc de Rohan, par de França (pel dret de la seva dona Margarita de Rohan) nascut el 1616, mort 1655. Par de França, governador i tinent general d'Anjou.

- Lluís de Rohan-Chabot, tercer duc i par, fill, nascut 1652, mort 1727, marquès de Blain, comte de Porhoët.

- Louis de Rohan-Chabot, quart duc de Rohan i par, fill, nascut 1679, mort 1738. Marquès de Vardes.

- Lluís Maria Bretanya de Rohan-Chabot, cinquè duc de Rohan i par, fill, nascut 1710 mort 1791. Coronel el 1734, general de brigada el 1743, mariscal de camp el 1762 i tinent general el 1781. Casat el 1735 amb Carlota Rosalia de Châtillon, i el 1758, amb Carlota Emilia de Crussol d'Uzes. Duc de Roquelaure i del Lude.

- Lluís Antoni de Rohan-Chabot, duc de Chabot (per brevet, és a dir personal) el 1775, sisè duc de Rohan i par, cosí germà de l'anterior, nascut 1733, mort 1807. Comte de Maillé La Marche, brigadier de cavalleria el 1763, mariscal el 1772, tinent general el 1781, cavaller de l'orde del Sant Esperit el 1783. Fill de Guiu August de Rohan-Chabot (1683-1760), vescomte de Bignan, baró de Kerguéhennec, conegut com el cavaller de Rohan, després el comte de Chabot. Mariscal el 1719, tinent general el 1734. Va fer fuetejar a Voltaire. Casat el 1729 amb Yvonne Sylvie du Breil de Rays i després el 1744 amb Maria Escolàstica Howard, filla del comte de Stafford.

- Alexandre de Rohan-Chabot, setè duc de Rohan i par, fill, nascut 1761, mort 1816, coronel del regiment d'Artois, tinent general, primer gentilhome de la Cambra del rei.

- Lluís Francesc August de Rohan-Chabot, vuitè duc de Rohan i par, fill, nascut 1788, mort 1833. Comte de Chabot i de l'Imperi. Vidu el 1815, es va fer sacerdot el 1822 i fou bisbe de Besançon i cardenal. Mort de còlera en l'epidèmia de 1833.

- Ferran de Rohan-Chabot, novè duc de Rohan i par, germà, nascut 1789 mort 1869. Mariscal, ajuda de camp del duc de Berry, escuder del duc de Bordeus, comanador de la Legió d'honor, cavaller de Sant Lluís i del Mèrit militar de Baviera.

- Carles de Rohan-Chabot, desè duc de Rohan i par, fill, nascut 1819 mort 1893.

- Alan de Rohan-Chabot, onzè duc de Rohan i par, fill, diputat de Morbihan de 1876 a 1914, nascut 1844, mort 1914.

- Josselí de Rohan-Chabot, dotzè duc de Rohan i par, fill, nascut 1879 mort 1916. Diputat de Morbihan de 1914 a 1916.

- Alan de Rohan-Chabot, tretzè duc de Rohan i par, fill, nascut 1913 mort 1966. Presoner de guerra el 1940 a Sagan, se li va proposar un lloc al govern del nou estat bretó lliure (Bretonische Regierung) que va refusar. Alliberat, va entrar a la resistència.

- Josselin de Rohan-Chabot, catorzè duc de Rohan i par, fill, nascut 1938. Polític.

- Hèléne Marie Louise de Rohan-Chabot, princesa de Rohan, nascuda 1959.

- Rocío Marie Isabelle Pérez de Toledo de Rohan-Chabot, princesa de Rohan, nascuda 1983.

- Carmen Hèléne Sophie Pérez de Toledo de Rohan-Chabot, princesa de Rohan, nascuda 1986, mort 2013.

### Rohan-Soubise
Branca procedent dels Rohan-Guémené el 1630, la terra de Soubise, parròquia de Mouchamps a la Vendée, venia dels Rohan-Chabot per matrimoni.
Sobretot representada per Carles de Rohan, príncep de Soubise i mariscal de França i la seva filla Carlota, esposa del príncep Condé Lluís Josep de Borbó. Des de 1717 el cap de la branca porta el títol de duc de Rohan-Rohan.
Per a Hèrcules Mériadec de Rohan Soubise, la terra de Frontenay l'Abattu (a Deux-Sèvres al Poitou) fou erigida el 1717 en Ducat-Pairia sota el nom de Rohan-Rohan per diferenciar-se dels Rohan-Chabot, ducs de Rohan.
Extingida en els Rohan-Guéméné el 1807.

### Rohan-Rochefort
Subbranca procedent dels Rohan-Guéméné el 1693. Designada segons el principat de Rochefort-en-Yvelines.
Aquesta branca, darrera subsistent dels Rohan Guémené és avui dia la sènior. Reuneix els títols de tota la branca:
- A França : Duc de Montbazon, de Montauban i de Bouillon, Príncep de Rochefort, de Soubise i de Guémené, par de França, etc.

- A Àustria : Príncep de Rohan i del Sacre Imperi Romanogermànic. El títol d'Altessa Serenissima (Durchlaucht) fou confirmat el 1808.

## Títols

### Bretanya
- vescomte (1104), després Duc de Rohan, derivat de Rohan a Bretanya

- Vescomte després comte de Porhoët

- Vescomte (1363) després príncep de Léon

- Marquès de Blain

### Normandia
- Senyor de Noyon-sur-andelle i Radepont

### Altres
- Duc de Loudun, ducat creat el 1579 per a Francesca de Rohan, filla de Renat I de Rohan[1]

## Atributs

### Divisa
«A més» (divisa personal d'Alan IX de Rohan sovint atribuïda al conjunt de la casa). Una divisa apòcrifa, modelada sobre la dels senyors de Coucy, els és sovint atribuïda: «Duc no em digno, Rei jo no puc, Príncep de Bretanya, De Rohan sóc (més correntment: «Rei no puc, príncep no es digne, Rohan sóc»).

## Membres destacats
Gran nombre d'eclesiàstics, militars, polítics, homes de lletres i aventurers són membres de la casa de Rohan.

## Castells i palaus
- Castell dels Rohan a Saverne (avui un museu)
- Palau dels Rohan a Estrasburg (que allotja avui tres museus)
- Palau Episcopal de Bordeaux (avui l'Ajuntament)
- Castell de Josselin
- Castell de Pontivy
- Castell de Kerguéhennec
- Castell de Bonnefontaine
- Castell de La Roche-Maurice
- Castell de Joyeuse-garde a La Forest-Landerneau
- Castell De Mortiercrolles a Saint-Quentin-les-Anges
- Castell del Verger de Seiches-sur-le-Loir a Seiches-sur-le-Loir)
- Castell de La Roche-Guyon
- Castell de Blain (44)
- Castell de Saint-Étienne-du-Gué-de-l'Isle
- Castell de Coupvray
- Hotel de Rohan a Soubise (avui l'Ajuntament)
- Castell de Jarnac, enderrocat 1814-1819
- Castell de Rochefort-en-Yvelines
- Castell de Sychrov (Bohèmia)
- Palau Rohan a Praga República Txeca
- Palau Rohan a Viena (Àustria)

Per aliança amb els Del Guesclin, van posseir les terres de Romfort i de Mortiercrolles, i van adquirir les senyories de Brécharnin i del Plessis de Martigné